# Formação Yixian
A Formação Yixian (chinês simplificado: 义县组; chinês tradicional: 義縣組; pinyin: Yìxiàn zǔ; anteriormente transcrita como Formação Yihsien) é uma formação geológica em Jinzhou, Liaoningue, República Popular da China, que abrange o final estágios Barremiano e Aptiano inicial do Cretáceo Inferior. É conhecido por seus fósseis primorosamente preservados e é composto principalmente de basaltos intercalados com sedimentos siliciclásticos.

## Datação
Por algum tempo, acreditou-se que a formação fosse do limite do Jurássico Superior ao Cretáceo Inferior, cerca de 145 milhões de anos atrás. Desde então, a datação radiométrica considerou que a formação é mais jovem; considera-se agora que a deposição de sedimentos ocorreram do Barremiano até o início do Aptiano, cerca de 126-124 milhões de anos.
A Formação Yixian forma a parte mais baixa do grupo Jehol, definido por Gu (1962 e 1983) como um grupo de formações geológicas incluindo os Leitos da Carvoaria Jehol, os Leitos de Xisto Betuminoso Jehol e as Rochas Vulcânias Jehol. A Formação Yixian é precedida pelas Camadas Daohugou mais antigas, de idade incerta do Jurássico ou Cretáceo Inferior, que às vezes são consideradas parte do grupo Jehol. A Formação Yixian (incluindo as formações sinônimas Jingangshan, Tuhulu, Jianchang, Vulcânica Inferior e Rocha Vulcânica) é seguida estratigraficamente pela Formação Jiufotang ligeiramente mais jovem e pela Formação Fuxin. Chiappe et ai. argumentou em 1999 que os leitos mais antigos do Yixian (aqueles que possuem uma fauna dominada por pássaros confuciusornitídeos) eram melhor separados como uma formação distinta, chamada de Formação Chaomidianzi, com uma localidade tipo na aldeia de Sihetun, aproximadamente 25 km ao sul da cidade de Beipiao.  No entanto, esta classificação caiu em desuso, e a Formação Chaomidianzi está em desuso como sinônimo do Leito Jianshangou da Formação Yixian.
A Formação Dabeigou em Fengning, Província de Hebei, pode preceder imediatamente a Yixian, ou pode ser equivalente aos mais antigos leitos Yixian. O Yixian também cobre a Formação Tuchengzi em alguns lugares.

## Paleofauna

### Ceratopsianos
- Psittacosaurus[8]

### Saurópodes
- Dongbeititan[9]

### Terópodes
- Beipiaosaurus
- Dilong
- Mei[10]
- Microraptor
- Sinosauropteryx
- Tianyuraptor[11]
- Yutyrannus